# Orazio Della Torre
Orazio Della Torre (Palermo, 31 marzo 1742 – 21 dicembre 1811) è stato un vescovo cattolico italiano.

## Biografia
Figlio del principe della Torre, Alessandro,  manifestò sin da piccolo la sua vocazione e rinunciò ai diritti di successione del titolo paterno per dedicarsi alla vita religiosa ed entrare al seminario di Palermo dove conseguì il dottorato in Sacra Teologia.
Ordinato sacerdote nel 1765, svolse le funzioni di ciantro del Capitolo metropolitano e di vicario generale.
Nel 1792 venne nominato vescovo di Mazara dal re Ferdinando IV di Borbone, nomina avallata dal papa Pio VI e il 9 dicembre dello stesso anno venne consacrato dal cardinale Luigi Valenti Gonzaga.
Come vescovo di Mazara si interessò soprattutto alla Cattedrale, al seminario e in particolare al culto della Madonna del Paradiso.
La Cattedrale venne da lui adornata e arricchita con diverse opere tra cui alcune di Giuseppe Velasquez.
Per il seminario si premurò di ricercare un nutrito collegio di docenti per garantire una adeguata formazione del clero.
L'opera più rilevante è stata però la fondazione del Santuario della Madonna del Paradiso, realizzato per accogliere un dipinto della Madonna che avrebbe mosso gli occhi.

## Genealogia episcopale e successione apostolica
La genealogia episcopale è:
- Cardinale Scipione Rebiba
- Cardinale Giulio Antonio Santori
- Cardinale Girolamo Bernerio, O.P.
- Arcivescovo Galeazzo Sanvitale
- Cardinale Ludovico Ludovisi
- Cardinale Luigi Caetani
- Cardinale Ulderico Carpegna
- Cardinale Paluzzo Paluzzi Altieri degli Albertoni
- Papa Benedetto XIII
- Papa Benedetto XIV
- Papa Clemente XIII
- Cardinale Luigi Valenti Gonzaga
- Vescovo Orazio Della Torre

La successione apostolica è:
- Vescovo Francesco Saverio de Vita (1793)
- Vescovo Isidoro Spanò (1801)